# Florencia Bertotti
María Florencia Bertotti conosciuta semplicemente come Florencia Bertotti (Buenos Aires, 15 marzo 1983) è un'attrice, cantautrice e produttrice televisiva argentina.
È nota in Italia per aver recitato nelle telenovelas Flor - Speciale come te e Niní.

## Biografia

### Primi anni
Nata nel 1983 a Buenos Aires, da Gustavo Bertotti e María Baleirón, rispettivamente gioielliere e docente per persone con sindrome di Down. Ha una sorella maggiore di nome Clara, di professione avvocatessa. Frequenta la scuola primaria al "Sagrado Corazón" e la secondaria all'istituto "Misericordia", entrambi della capitale argentina, e poi studia psicologia all'Università di Buenos Aires. Ha origini italiane.
All'età di 11 anni si iscrive ad un'agenzia pubblicitaria e l'anno successivo, nel 1995 fa alcuni casting e viene presa per una pubblicità televisiva per una casa produttrice di marmellate alla frutta chiamata "Arcor". Grazie a questa partecipazione, viene scoperta dal produttore Alejandro Romay e svolge un provino per la telenovela Dulce Ana, per cui interpreterà la figlia di Fabián Harding. Successivamente prende parte a Top Model e De corazón.
Nel 1998 fa il suo debutto cinematografico con il lungometraggio Tempi bui, presentato anche al Torino Film Festival e al Festival internazionale del cinema di Mar del Plata e registra anche El faro, interpretando rispettivamente, Connie e Aneta da ragazza. Per quest'ultimo ruolo, Florencia riceve anche una candidatura al Premio Cóndor de Plata. Tra il 1999 e il 2000 recita in Verano del '98 nella seconda e terza stagione con il ruolo di Dolores "Lola" Guzmán.
È nel cast delle fiction Luna salvaje e di Culpables, impersonando, nel primo Sol e nel secondo una donna lesbica di nome Sofia. Inoltre, appare nel film Déjala correr.

### Il successo in televisione
Nel 2002 iniziano le registrazioni della serie Son amores in cui Florencia interpreta Valeria Marquesi per entrambe le stagioni. Per questo ruolo vince diversi premi e riceve alcune candidature, tra cui al Premio INTE, al Premio Clarín e in due edizioni del Premio Martín Fierro. La recitazione viene anche apprezzata sia dalla critica sia dal pubblico. Riprende lo stesso personaggio anche nell'adattamento teatrale, presentato al Teatro Opera di Buenos Aires.
La produzione del programma si conclude nel 2004 e Florencia appare nella serie Los pensionados e, poi diventa la protagonista della telenovela Floricienta (distribuita in Italia con il titolo Flor - Speciale come te), prodotta da Cris Morena in cui interpreta la protagonista Florencia. Dallo sceneggiato viene tratta una versione teatrale che gira in Argentina, Israele, Uruguay, Messico, Venezuela, Repubblica Dominicana e altri paesi. La giornalista Miriam Molero del quotidiano "La Nación" analizzò la recitazione della Bertotti dicendo: "Bertotti è un'attrice molto buona, una grande commediante e anche graziosa, dolce, divertente e ora possiamo scoprire che sa anche ballare e cantare". Continua tale ruolo fino al 2007, tra la seconda stagione e le rappresentazioni teatrali.
Dopo la nascita del figlio avvenuta nel 2008, ritorna sulle scene l'anno successivo con la telenovela ideata da lei stessa e da Guido Kaczka Niní in cui Florencia interpreta il duplice ruolo di Ninì e Nicolás. La serie viene presentata al Teatro Gran Rex nel marzo del 2010 e nel novembre a Milano al Teatro Apollo per un evento organizzato da Disney Channel Italia per una première speciale della serie alla presenza della Bertotti.

### 2010 - 2019
Nel 2010 è la protagonista del film Igualita a mí insieme a Adrián Suar come Aylín, risultando la pellicola più vista dell'anno in Argentina.
Dopo nessuna apparizione per un anno in televisione, interpreta Amparo Lacroix in La dueña. Il contratto avviene dopo una lunga negoziazione, inizialmente il ruolo era stato annunciato a Brenda Gandini e Soledad Fandiño.
Nel 2014 recita nella telenovela Guapas interpretando Lorena Patricia Giménez, condividendo la scena con Mercedes Morán, Araceli Gonzalez, Isabel Macedo e Carla Peterson. Florencia lascia le registrazioni dal settembre del 2014 per dedicarsi maggiormente alla famiglia.
Nel 2015 prende un anno di riposo dalla televisione, e nel 2016 riprende la recitazione con Silencios de familia, nel ruolo di Fabiana, al fianco di Adrián Suar e Julieta Díaz. Per la sua interpretazione riceve una nomination ai Martín Fierro e una ai Premios Tato.
Durante il 2018, è direttrice artistica dell'opera teatrale tratta dal serial TV Simona che va in scena nel mese di settembre dello stesso anno al Luna Park di Buenos Aires. L'11 maggio 2019 debutta con lo spettacolo 100 metros cuadrados, in cui è la protagonista Sara. Durante la rappresentazione viene cantata la canzone La vida es hoy, interpretata da Stéfano de Gregorio e scritta dalla stessa Bertotti.

### 2020 - presente: YouTube e il Flor Bertotti World Tour
A partire da fine 2020, la Bertotti ha iniziato a dedicarsi all'attività di youtuber, con un canale che vanta quasi mezzo milione di iscritti al 2025. Il suo profilo ha progressivamente ottenuto un buon successo dovuto soprattutto ai contenuti sviluppati attorno alla serie Floricienta. Sono state infatti frequenti le interviste che l'attrice ha tenuto in compagnia dei suoi ex colleghi membri del cast, tra cui Isabel Macedo (Delfina Santillan), Graciela Stéfani (Malala Torres Oviedo) e Juan Gil Navarro (Federico Fritzenwalden). Ha poi intrattenuto il pubblico con video reaction ai vari episodi e momenti clue di Floricienta, ma anche con esibizioni acustiche.
Tra il 2023 e il 2024 Florencia è stata impegnata nel suo Flor Bertotti World Tour, durante il quale ha portato in scena tutti i brani della serie Floricienta, ma anche di Ninì e i suoi singoli successivi, per festeggiare i vent'anni dal lancio della serie che l'ha resa celebre internazionalmente. La tournée ha visitato anche l'Italia con 7 concerti.

## Altre attività

### Carriera come cantante
Florencia ha cantato diverse canzoni dagli album tratti dalle serie televisive a cui ha partecipato, tra cui è stata l'artista principale per i CD di Flor - Speciale come te e Niní. Per la prima telenovela, i dischi hanno venduto più di 400.000 copie e sono diventati dischi di platino; per il secondo è stato pubblicato un solo album che è stato certificato disco d'oro nel paese natale. In quest'ultimo i brani sono stati scritti dalla stessa Bertotti.
Come solista, il 5 novembre 2013 pubblica, in collaborazione con Willie Lorenzo, la canzone Libelula. Il 12 novembre dello stesso anno esce Plegaria para un niño dormido, interpretata sempre dall'attrice.
Nel 2014 scrive la sigla della serie Guapas. Nel 2015 scrive due testi per la serie argentina Esperanza mía, dal titolo Me muero por vos e Decime mala. Nel 2016, invece, scrive in collaborazione con Lorenzo, e canta la canzone per la serie a cui recita Silencios de familia, nominata nello stesso modo e anche una per il serial Five Stars, interpretata da Daniela Herrero; quest'ultima nominata nel 2018 al Premio Martín Fierro.

### Attività come imprenditrice
Ha aperto la casa di produzione "Kaberplay" insieme a Guido Kaczka nel 2009, con cui producono solamente la telenovela Nini.
Nel maggio del 2013 inaugura un negozio a San Isidro chiamato "Pancha", dove vende vestiti per bambini disegnati da lei stessa. Nel settembre del 2015 presenta una nuova linea di vestiario per il suo locale, alla presenza di Verónica Lozano, Paula Morales e Fabián Vena.

## Vita privata
Dal 1998 ha una relazione con Guido Kaczka, conosciuto sul set della telenovela Verano del '98, con cui si sposa il 2 dicembre 2006. Il 10 luglio 2008 nasce Romeo Kaczka. Divorziano tre anni dopo, nel 2010, in seguito a presunti tradimenti. Dal 2010 ha una relazione con l'attore Federico Amador, conosciuto sul set della telenovela Niní.

## Controversie
Alla fine del 2009 la produttrice Cris Morena insieme alla casa di produzione associata RGB Entertainment presentano una denuncia ai danni della Bertotti per plagio di Niní alla serie Flor - Speciale come te. Il giudizio in primo grado non ha dato ragione al reclamo, ma al secondo grado fu data ragione alla Morena, per cui il programma doveva essere cancellato dai palinsesti, così come ritirare dalla vendita i biglietti per lo spettacolo e tutto il merchandising. Alla fine, è stata permessa la trasmissione, la distribuzione e gli sviluppi futuri della serie.

## Filmografia

### Cinema
- El faro, regia di Eduardo Mignona (1998)
- Tempi bui (Mala época), regia di Nicolás Saad, Mariano De Rosa, Salvador Roselli e Rodrigo Moreno (1998)
- Déjala correr, regia di Alberto Lecchi (2001)
- Igualita a mí, regia di Diego Kaplan (2010)
- Casi leyendas, regia di Gabriel Nesci (2017)

### Televisione
- Dulce Ana - serial TV (1995)
- Top Model (90-60-90 modelos) - serial TV (1996)
- De corazón - serial TV (1997)
- Verano del '98 - serial TV (1999-2000)
- Luna salvaje - serie TV (2000)
- Culpables - serial TV (2001)
- Son amores - serial TV (2002-2003)
- Los pensionados - serie TV (2004)
- Flor - Speciale come te (Floricienta) - serial TV, 361 episodi (2004-2005) – Florencia Fazzarino
- Niní - serial TV (2009-2010)
- La dueña - serial TV (2012)
- Guapas - serial TV (2014)
- Silencios de familia - serial TV (2016)

## Teatro
- Son amores (2002)
- Floricienta en el Teatro (2004)
- Floricienta, Princesa de la terraza (2005)
- Floricienta, el tour de los sueños (2006)
- Floricienta, el tour de los sueños en México (2007)
- Niní: “La Búsqueda”, diretto da Valeria Ambrosio (2010)
- 100 metros cuadrados, diretto da Manuel González Gil (2019)

## Tournée
- 2023-2024 – Flor Bertotti World Tour

## Discografia

### Album in studio
- 2023 – Canciones a medida[49]

### Colonne Sonore
- 2004 – Floricienta y su banda
- 2005 – Floricienta 2
- 2009 –  Arriba las ilusiones

### EP
- 2005 – Floricienta - Temas Ineditos
- 2023 – Inéditos

### Singoli
- 2020 – Gran Día
- 2023 – Miles de Gotas
- 2024 – Nuestro Collage

### Raccolte
- 2017 – Grandes Èxitos

### Album dal Vivo
- 2005 – Floricienta - En Vivo En El Gran Rex

### Partecipazioni
- 2004 - AA.VV. Floricienta y su banda
- 2004 - AA.VV. Floricienta Y Su Banda - Karaoke
- 2005 - AA.VV. Floricienta 2
- 2005 - AA.VV. Floricienta 2 - Karaoke
- 2005 - AA.VV. Floricienta especial navidad
- 2007 - AA.VV. Floricienta Grandes Éxitos
- 2009 - AA.VV. Arriba las ilusiones

## Riconoscimenti
- Premio Cóndor de Plata
  - 1999 – Candidatura per la rivelazione femminile per El faro[7][50]
- Premio Martín Fierro
  - 2002 – Miglior attrice in commedia per Son amores[11]
  - 2003 – Miglior attrice in commedia per Son amores[10]
  - 2004 – Candidatura per la miglior attrice protagonista in commedia/umoristico per Flor - Speciale come te[51]
  - 2005 – Candidatura per la miglior attrice protagonista in commedia/umoristico per Flor - Speciale come te[52]
  - 2017 – Candidatura per la miglior attrice di unitario/miniserie per Silencios de familia[22]
- Premio INTE
  - 2003 – Candidatura per il talento giovanile dell'anno per Son amores[12][53]
- Premio Clarín
  - 2003 – Miglior attrice per Son amores[54]
- Kids' Choice Awards Argentina
  - 2011 – Candidatura per la miglior attrice per Niní[55]
- Premio Tato
  - 2016 – Candidatura per l'attrice protagonista in commedia per Silencios de familia[23]

## Doppiatrici Italiane
Nelle versioni in italiano delle opere in cui ha recitato, Florencia Bertotti è stata doppiata da:
- Eleonora Reti in Flor - Speciale come te[56] e Niní[57]